# Кристиан Франц Дитрих фон Фюрстенберг
Кристиан Франц Дитрих фон Фюрстенберг (на немски: Christian Franz Diedrich Freiherr von Fürstenberg; * 5 февруари 1689, дворец Фюрстенберг, Бад Вюненберг; † 24 август 1755, дворец Хердринген, Арнсберг) е имперски фрайхер от род Фюрстенберг, първо домхер, става светски и е член на имперския дворцов съвет и „наследствен дрост“ на различни служби в Херцогство Вестфалия.

## Живот
Той е петият син на Фердинанд фон Фюрстенберг (1661 – 1718) и съпругата му фрайин Мария Терезия фон Вестфален цу Фюрстенберг (1663 – 1737), дъщеря на фрайхер Вилхелм фон Вестфален цу Фюрстенберг и фрайин Бригита фон Вестфхален цу Лаер. Шестте му братя са духовници, каноници.
Кристиан започва да учи на единадесет години в Кьолн и след това в Майнц. След йезуитската гимназия в Кьолн той следва право до 1709 г. в Кьолн.
От брат му каноник Фридрих той поема през 1705 г. службата в Мюнстер, но скоро се отказва. Чрез смъртта на брат му Вилхелм Франц Адолф той получава през 1707 г. службата дом-хер в Падерборн. Заради разболяването на брат му Фердинанд Антон той получава през 1711 г. отново службата дом-хер в Мюнстер.
Кристиан завършва право и теология в Сорбоната в Париж. Освен това той се упражнява във важните за аристократите яздене, танцуване и свирене на флейта. След това работи в Мюнстер и Падерборн.
Той напуска службите си дом-хер след избора на Йозеф Клеменс Баварски за княжески епископ в Мюнстер. След смъртта на баща му става съветник на Курфюрство Вестфалия и наследствен дрост на Билщайн, Фредебург и Валденбург. Чрез наследство той също е господар на съда в Оберкирхен и фогт на манастирите Графшафт и Евиг.
Кристиан поема фамилната собственост и си търси светски служби. Чрез собственостите си той е член на народните събрания в епископствата Мюнстер и Падерборн и на Херцогство Вестфалия в Арнсберг.
Кристиан фон Фюрстенберг умира на 66 години на 24 август 1755 г. в дворец Хердринген в Арнсберг.

## Фамилия
Първи брак: на 29 септември 1722 г. в Кобленц с графиня Мария Анна фон дер Лайен цу Хоенгеролдсек (* 30 януари 1700; † 25 юли 1723, Кобленц), дъщеря на граф Карл Каспар Франц фон дер Лайен (1655 – 1739) и графиня Мария София фон Шьонборн (1670 – 1742). Те имат една дъщеря:
- София Терезия фон Фюрстенберг (* 21 юли 1723, Кобленц; † 24 ноември 1769, омъжена на 4 октомври 1747 г. за граф Франц Арнолд фон Мерфелдт (* 13 февруари 1713; † 17 ноември 1765)

Втори брак: на 6 ноември 1724 г. в Обзиниг с фрайин Мария Агнес Терезия Лудовика фон Хохщеден (* 14 март 1698, Хохщеден; † 17 август 1727, Виена), дъщеря на фрайхер Филип Карл фон Хохщеден (1656 – 1699) и Мария Клара Анна фон Бланкарт († 1717). Те имат три деца:
- Клеменс Лотар Фердинанд фон Фюрстенберг (* 18 август 1725, Аахен; † 26 юни 1791, Хердринген), фрайхер, женен на 23 февруари 1755 г. в Хиленраед за графиня София Шарлота Вилхелмина фон и цу Хоенсброех (* 10 януари 1731, Хиленраед; † 1 януари 1798, Нехайм); имат 11 деца
- Мария Терезия Лудовика Ева Фелицитас фон Фюрстенберг (* 27 август 1726; † 18 октомври 1745),
- Мария Александрина Терезия Лудовика фон Фюрстенберг (* 17 август 1727; † 10 октомври 1745)

Трети брак: на 22 септември 1728 г. в Динклаге с фрайин Анна Хелена фон Гален (* 1707, Динклаге; † 11 август 1739, Хердринген), дъщеря на фрайхер Вилхелм Гозвин фон Гален (1678 – 1710) и фрайин Мария Агнес фон Кетелер/или Анна Мария фон Зитен (1686 – 1724). Те имат осем деца:
- Франц Фридрих Вилхелм Мария фон Фюрстенберг (* 7 август 1729; † 16 септември 1810), фрайхер
- Фридрих Карл фон Фюрстенберг (* 17 август 1730; † 19 ноември 1788), каноник в Падерборн и Мюнстер
- Мария Анна Клементина Фердинандина Антонета Йозефа фон Фюрстенберг (* 8 юли 1732; † 18 февруари 1788), абатиса на Фрьонденберг
- Луция Франциска Йохана Мария Йозефа Валбургис фон Фюрстенберг (* 12 октомври 1733; † февруари 1734)
- Хенриета Хелена Александрина Франциска фон Фюрстенберг (* 22 ноември 1734; † 29 януари 1755)
- Луция Антонета фон Фюрстенберг (* 5 април 1736; † 24 септември 1736)
- Франц Егон Йозеф Антон Мария Либориус фон Фюрстенберг (* 10 май 1737; † 11 август 1825), последният княжески епископ на Хилдесхайм и Падерборн (1789 – 1825)
- Фердинанд Мария Йозеф фон Фюрстенберг (* 8 януари 1739; † 3 март 1800), каноник в Падерборн

Четвърти брак: на 20 февруари 1740 г. с фрайин Мария Терезия фон Неселроде (* 13 юни 1700; † 12 август 1757), вдовица на фрайхер Франц Бертрам фон Фитингхоф, нар. Шел, дъщеря на фрайхер Йохан Бертрам Вилхелм фон Неселроде († 1705) и Мария Луиза фон Брабек. Бракът е бездетен и не е хармоничен.